# Spiaggia del Lérez

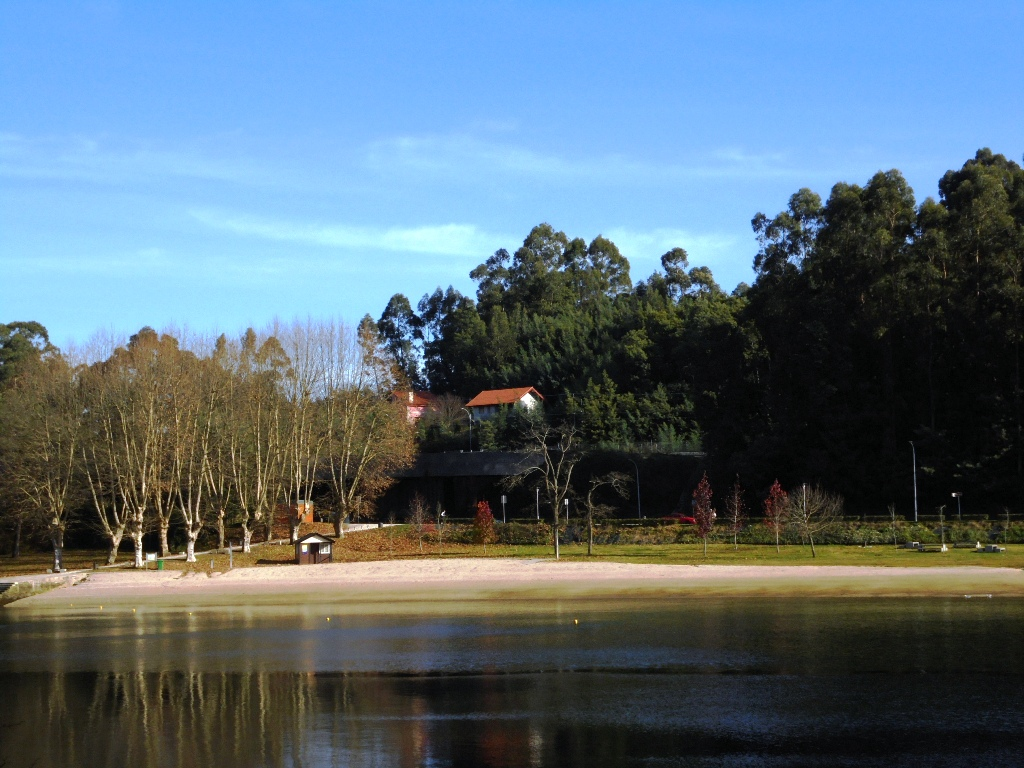
Spiaggia del Lérez

La spiaggia del Lérez è una spiaggia galiziana situata nel comune di Pontevedra nella provincia di Pontevedra, in Spagna. È una spiaggia fluviale semi-urbana lunga 100 metri.

## Posizione e accesso
La spiaggia si trova sulla riva sinistra del Lérez a circa 3 chilometri dalla sua foce nella ria di Pontevedra, a 2 chilometri dal centro della città e a meno di un chilometro dal quartiere di Monte Porreiro. Si trova di fronte al parco dell'Isola delle Sculture ed è molto vicino al vecchio ponte ferroviario. È in questo luogo che si svolgono tradizionalmente i pasti in campagna della romeria di San Benedetto di Lérez, dove è tipico mangiare cozze.
È facilmente raggiungibile a piedi dal centro della città, lungo le rive del Lérez e dal quartiere di Monte Porreiro. Può essere raggiunta anche in auto. Il sentiero escursionistico del Lérez parte da qui e si estende per diversi chilometri fino a Ponte Bora.

## Descrizione
È una spiaggia rettilinea, situata in un ambiente semi-urbano. È una spiaggia fluviale con sabbia bianca. Intorno alla spiaggia ci sono 5000 metri quadrati di aree erbose e un'area picnic con tavoli e panchine in pietra. C'è anche un piccolo molo con gradini in pietra sul fiume e un piccolo parco giochi. Il tutto occupa una superficie totale di 3 ettari.
È uno spazio di acque calme che beneficia di un piccolo refugio del Lérez. Il mare è molto vicino, motivo per cui è soggetta all'aumento e al calo delle maree della ria di Pontevedra . Fu il servizio costiero ad autorizzarne l'apertura. La spiaggia ha servizi igienici, docce, un servizio di soccorso, una stazione di pronto soccorso, accesso per disabili, un piccolo parcheggio, bidoni della spazzatura e un chiosco. È stata aperta per il nuoto l'11 giugno 2009.

## Galleria d'immagini

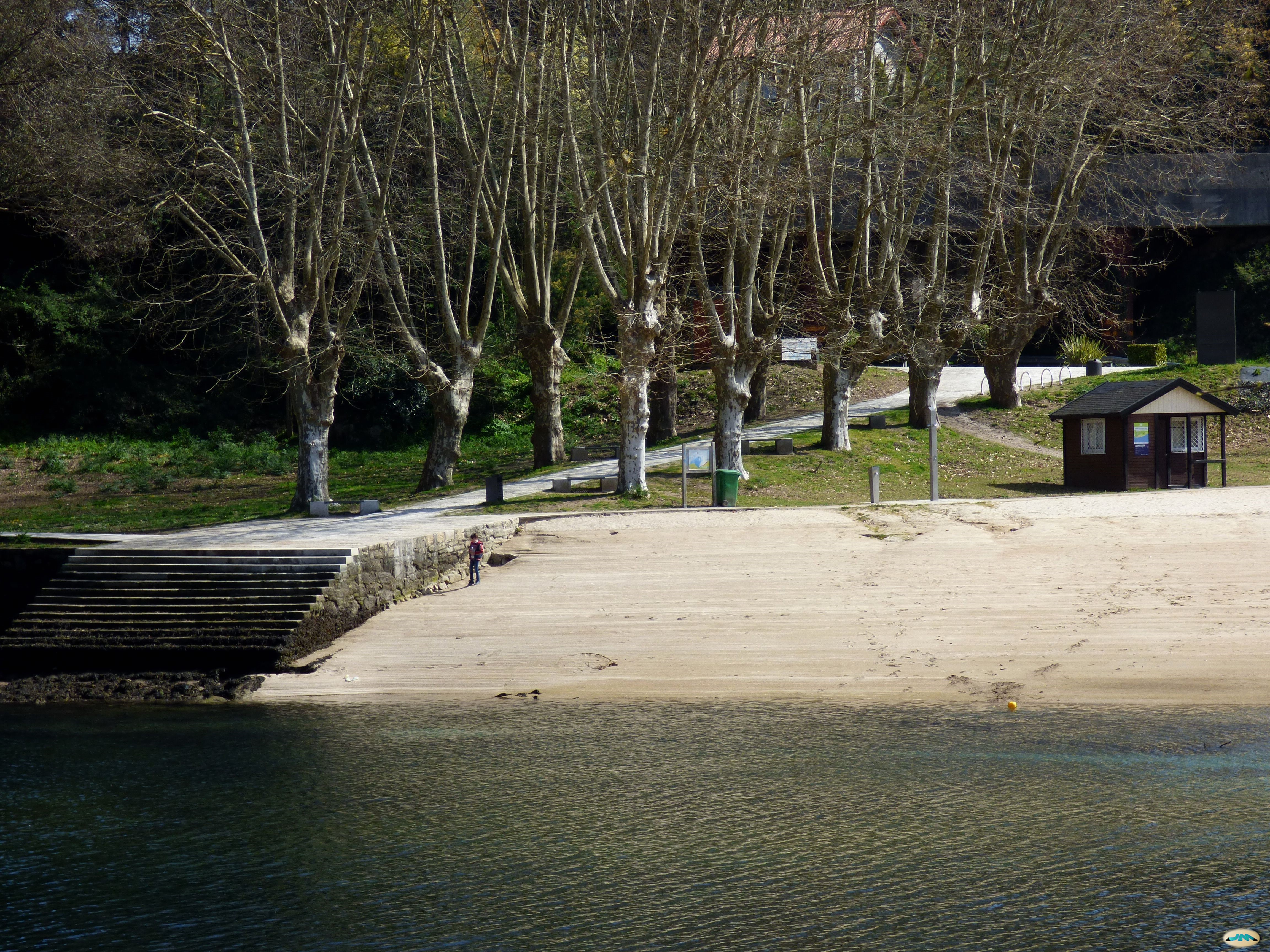
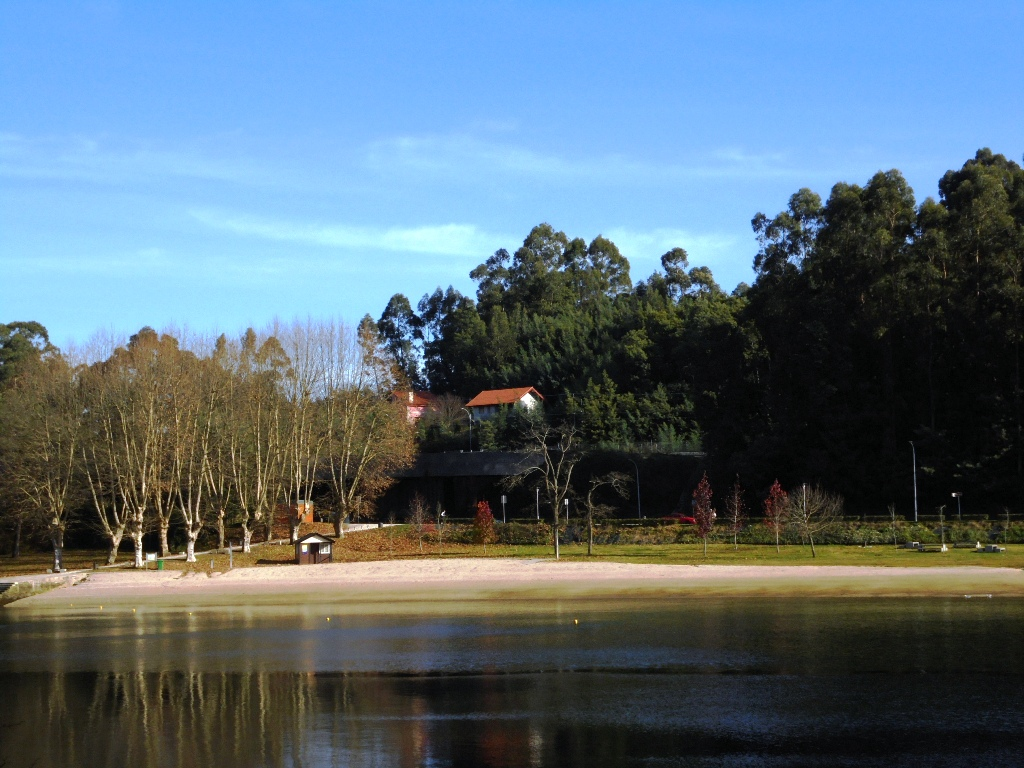
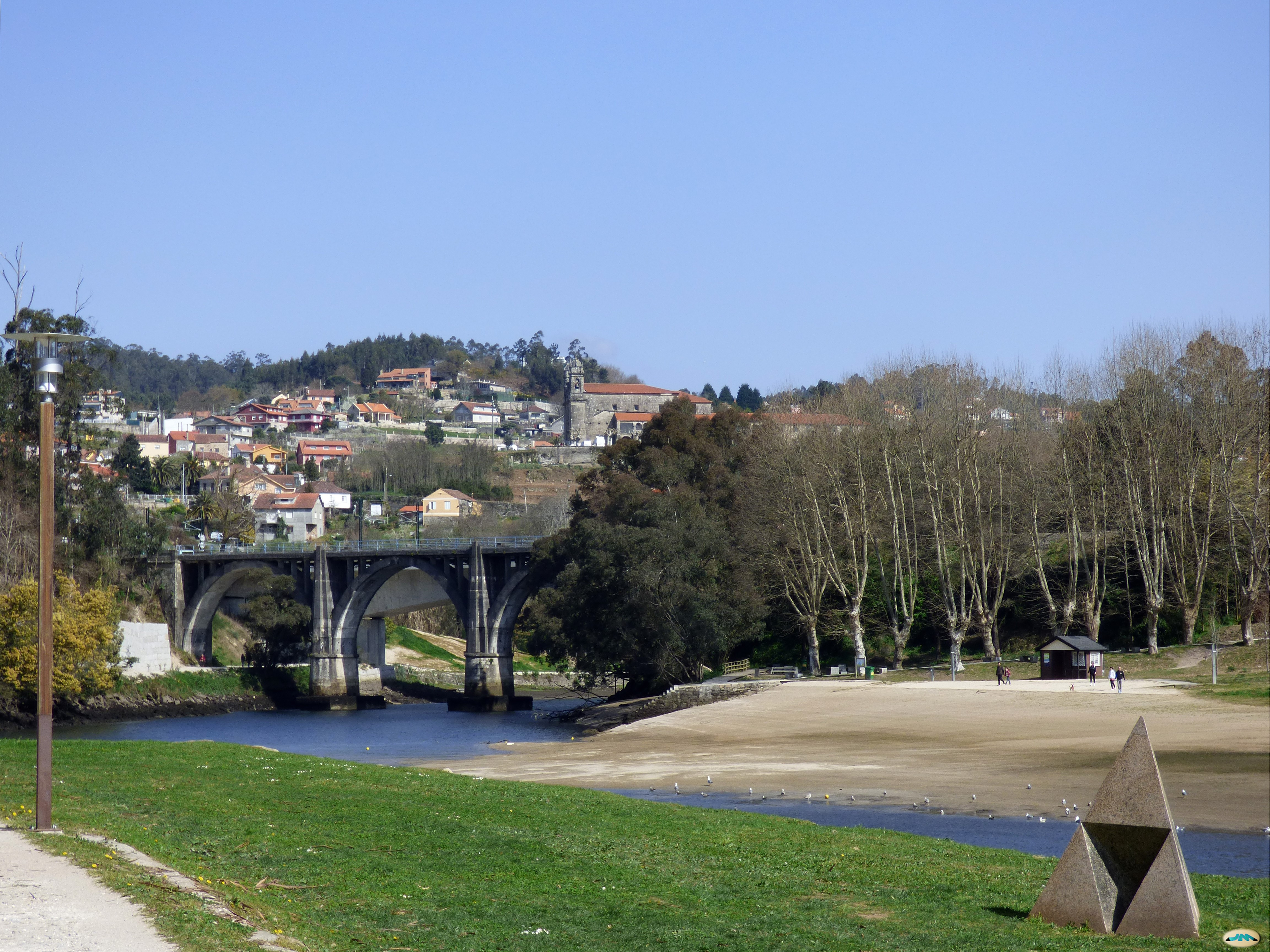
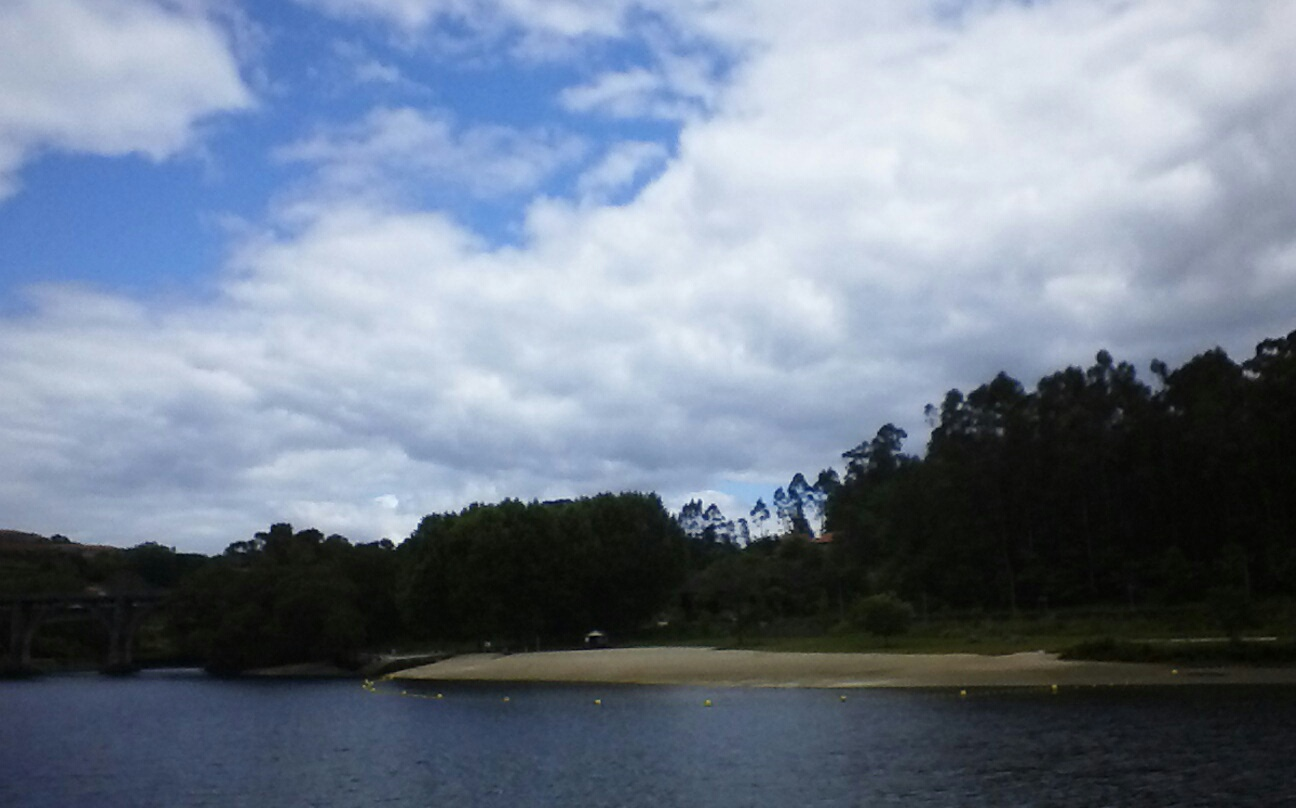
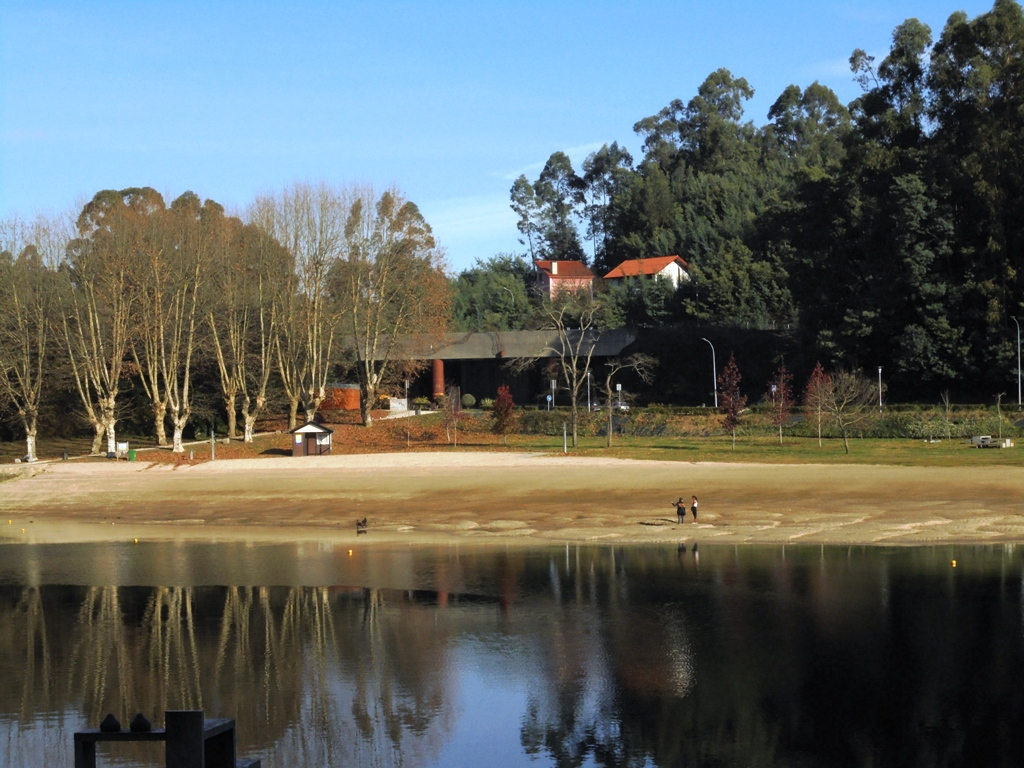
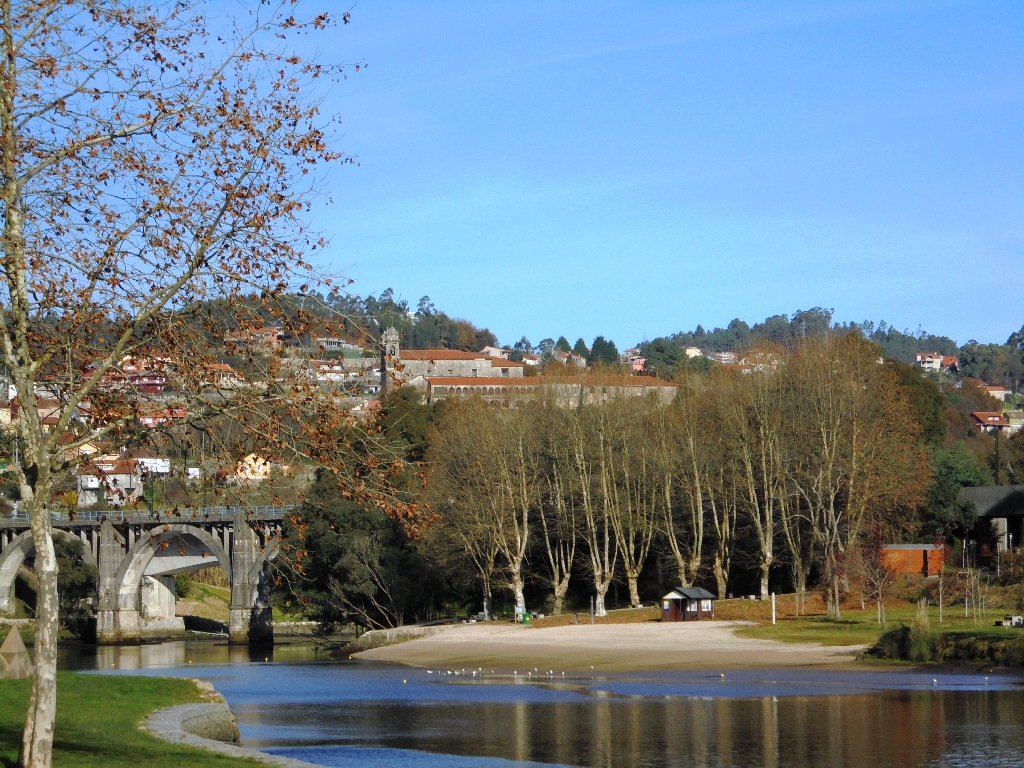